# Auflösung (Fernerkundung)
Die Auflösung eines fernerkundlichen Aufnahmesystems unterscheidet vier Charakteristika, mit deren Hilfe die Fernerkundungsdaten und Aufnahmesysteme in der Fernerkundung kategorisiert werden können (englisch image resolution). Man unterscheidet zwischen räumlicher, spektraler, zeitlicher und radiometrischer Auflösung.

## Unterschiedene fernerkundliche Auflösungen
- Räumliche (oder geometrische) Auflösung (engl. spatial resolution) 
 Die räumliche Auflösung eines fernerkundlichen Aufnahmesystems gibt die Fläche eines Pixels auf der Erdoberfläche an (zum Beispiel Landsat TM: 30 × 30 m). Flugzeuggetragene Systeme erreichen räumliche Auflösungen im Zentimeter bis Meterbereich. Satellitengestützt werden Pixelgrössen zwischen 1 m (hochauflösend) und 1 km (grobskalig) erreicht.
- Spektrale Auflösung (engl. spectral resolution) 
 Die spektrale Auflösung charakterisiert die Anzahl der Spektralkanäle eines Sensors (sowie deren spektrale Bandbreite) (zum Beispiel Landsat TM: 7 Spektralkanäle). Man unterscheidet verschiedene Systeme: panchromatisch (1 Spektralkanal), multispektral (zwischen 2 und etwa 10 Spektralkanälen) und hyperspektral (zwischen 10 und mehreren hundert Spektralkanälen).
- Zeitliche (oder temporale) Auflösung (engl. temporal resolution) 
  Die zeitliche (oder temporale) Auflösung eines Fernerkundungssystems gibt die Zeitdauer zwischen zwei Überflügen ein und desselben Gebietes an (zum Beispiel Landsat TM: 16 Tage). Meteorologische Aufnahmesysteme nehmen zum Teil mehrere Aufnahmen während eines Tages auf (insbesondere geostationäre Satelliten), während die zeitlichen Intervalle typischer Erdbeobachtungs- und Umweltsatelliten zwischen 1 Tag (u. a. MODIS) und mehreren Wochen variieren.
- Radiometrische Auflösung (engl. radiometric resolution) 
 Die radiometrische Auflösung eines digitalen Scanners gibt die Anzahl der unterscheidbaren Grautonstufen eines Sensors an (zum Beispiel Landsat TM: 8 Bit oder 256 Grautonstufen). Die meisten Fernerkundungssysteme quantifizieren die aufgenommenen Daten in 8 oder 12 Bit.